# 큰 그물막
큰 그물막(greater omentum, great omentum, omentum majus, gastrocolic omentum, epiploon, 또는 특히 사람이 아닌 동물의 경우 caul이라고도 함) 또는 대망은 위에서 늘어져 있는 내장쪽 복막의 큰 앞치마 모양의 주름이다.

## 같이 보기
- 그물지방
- 복막
- 그물막
- 작은 그물막
- 창자간막

## 참고 문헌
이 문서는 현재 퍼블릭 도메인에 속하는 그레이 해부학 제20판(1918) page 1157의 내용을 기초로 작성된 글이 포함되어 있습니다.